# Rübezahl

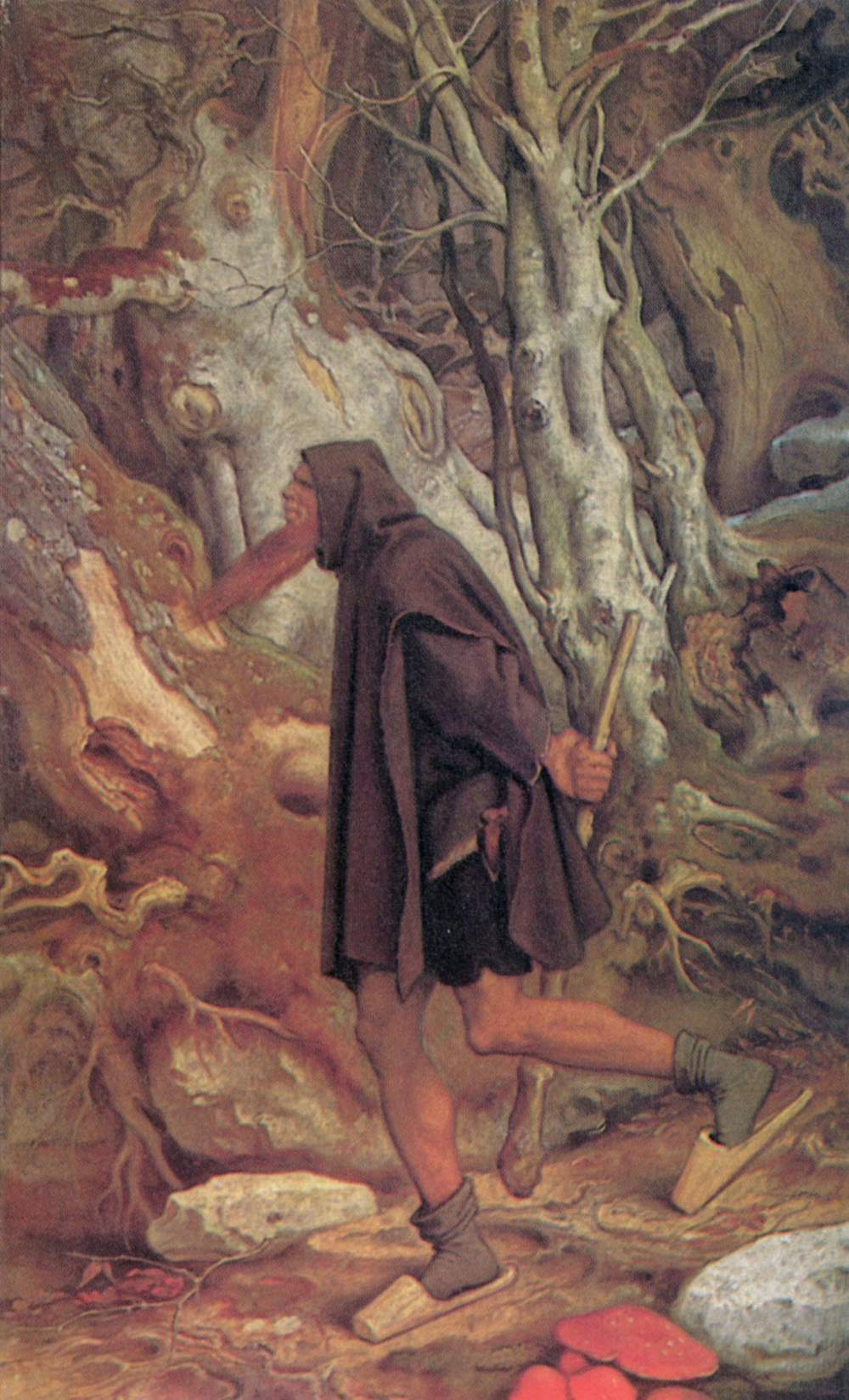
Rübezahl

Rübezahl var i tysk folktro en bergande eller en jätte som höll till i Riesengebirge ("jättarnas berg"). Det berättas om honom i många folksagor och legender.
Rübezahl är ett spenamn som framkallar hans vrede. Det respektfulla namnet är ”bergens herre”. Mot goda människor är han vänlig och undervisar dem i medicin och ger dem gåvor. Men om någon förlöjligar honom, hämnas han på ett gruvligt sätt.